# Kapky deště na rozpálených kamenech
Kapky deště na rozpálených kamenech (Gouttes d'eau sur pierres brûlantes, tj. Kapky vody na rozpálených kamenech) je francouzský hraný film z roku 2000, který režíroval François Ozon podle vlastního scénáře. Film je adaptací divadelní hry Tropfen auf heiße Steine Rainera Wernera Fassbindera z roku 1964. Film měl světovou premiéru na Berlinale 13. února 2000.

## Děj
Příběh se odehrává v 70. letech v německém velkoměstě a je rozdělen do čtyř aktů. Padesátiletý Leopold se seznámí s devatenáctiletým Franzem. Franz, i když chodí s dívkou Annou, se do Leopolda zamiluje a nastěhuje se k němu do bytu. Jejich vztah je však postupem času narušován Leopoldovým egoismem a arogancí. Leopold tráví většinu času na služebních cestách a Franz se stará o domácnost. Do bytu za ním přijde jeho bývalá dívka Anna, aby mu řekla, že se bude vdávat za jiného, ale že Franze stále miluje. Plánují spolu odchod, ale mezitím se vrátí Leopold a svede Annu. V bytě se rovněž objeví Vera. Bývalý Leopoldův přítel, který podstoupil změnu pohlaví. Leopold se všemi přítomnými manipuluje, což vyústí v tragédii.

## Obsazení
| Bernard Giraudeau | Léopold |
| Malik Zidi        | Franz   |
| Ludivine Sagnier  | Anna    |
| Anna Thomson      | Véra    |

## Ocenění
- Film získal na Berlinale cenu Teddy Award
- Malik Zidi byl nominován na cenu César v kategorii nejslibnější herec